# Cuprophan
Cuprophan ist eine Membran aus Cupro (regenerierte Cellulose). Es wird in der Hämodialyse verwendet. Cuprophan ist als Dialysemembran nicht biokompatibel und durchlässiger für Zytokin-induzierende Substanzen als Polysulfon- oder Polyamidmembranen. Nach Dialyse mit Cuprophanmembranen treten erhöhte Blutkonzentrationen an Beta-2-Mikroglobulin auf. Bei Erstbenutzung erzeugen Cuprophanmembranen eine Aktivierung des Komplementsystems. Dialyse mit Cuprophanmembranen ist mit Dialyse-assoziierter Amyloidose assoziiert.